# Maceo Baston
Pour les articles homonymes, voir Baston.
Maceo Demond Baston, né le 29 mai 1976 à Corsicana au Texas, est un joueur américain de basket-ball.

## Clubs successifs
- 1994-1998 :  Wolverines du Michigan  (NCAA)
- 1998-2000 :  Thunder de Quad City (CBA)
- 2000-2001 :  SC Montecatini (Serie A Beko)
- 2001-janvier 2003 :  Joventut Badalona (Liga ACB)
- janvier 2003-2003 :  Raptors de Toronto (NBA)
- 2003-2006 :  Maccabi Tel-Aviv
- 2006-2007 :  Pacers de l'Indiana (NBA)
- 2007-2008 :  Raptors de Toronto (NBA)
- 2008-2009 :  Pacers de l'Indiana (NBA)
- 2010 :  BK Boudivelnik (Ukrajina Super-Liha)
- 2010 :  Obradoiro CAB (Liga ACB)
- 2010-2011 :  Bnei Hasharon (Ligat Ha'al)

## Palmarès

### Club
- Vainqueur de l'Euroligue 2004, 2005
- Champion d'Israël 2004, 2005, 2006
- Vainqueur de la Coupe d'Israël 2004, 2005, 2006

### Distinctions personnelles
- Participation au CBA All Star Game 2000
- Nommé défenseur de l'année en CBA en 2000
- Nommé dans le premier cinq de CBA en 2000